# Pseuderia similis
Pseuderia similis là một loài thực vật có hoa trong họ Lan. Loài này được (Schltr.) Schltr. miêu tả khoa học đầu tiên năm 1912.